# Juan Pérez (baseball, 1978)
Pour le voltigeur dominicain de baseball, voir Juan Pérez (baseball, 1986).
Pour les articles homonymes, voir Pérez et Juan Pérez.
Juan Pablo Pérez (né le 3 septembre 1978 à Villa Rivas, Duarte, République dominicaine) est un lanceur gaucher de baseball qui évolue en Ligue majeure de 2006 à 2013.

## Carrière
Pérez signe son premier contrat professionnel avec les Red Sox de Boston en 1998. Il fait ses débuts avec une équipe du baseball majeur alors qu'il en est à sa sixième saison dans les ligues mineures, où il a joué dans l'organisation des Red Sox, des Mets de New York et des Pirates de Pittsburgh. Après avoir obtenu Pérez des Mets via le ballottage, les Pirates envoient le gaucher au monticule pour la première fois le 7 septembre suivant.
Il lance sept parties en fin de saison 2006 pour Pittsburgh et effectue 17 sorties comme releveur pendant la 2007. Suivent trois saisons entières en ligues mineures, cette fois avec les clubs école des Pirates, des Braves d'Atlanta et des Dodgers de Los Angeles.
Pérez revient dans les majeures en 2011 avec les Phillies de Philadelphie, de qui il a obtenu un contrat en novembre précédent. Le 8 juillet 2011, il retire trois frappeurs sur neuf prises dans un match contre Atlanta. Il savoure par la même occasion sa première victoire dans les majeures.
Le 21 décembre 2011, Pérez signe un contrat des ligues mineures avec les Brewers de Milwaukee. Il apparaît dans 10 matchs du club en 2012. Il rejoint les Blue Jays de Toronto pour la saison 2013. Il apparaît dans 19 matchs des Jays cette année-là et affiche une moyenne de points mérités de 3,69 en 31 manches et deux tiers lancées.
Blessé au coude droit durant son séjour chez les Blue Jays, il passe 2014 à récupérer d'une opération de type Tommy John et signe en janvier 2015 un contrat des ligues mineures avec les Rangers du Texas mais ne retrouve pas les majeures.